# Le Carnet des regrets
Le Carnet des regrets (Bound by a Secret) est un téléfilm américain réalisé par David S. Cass Sr., diffusé le 7 mars 2009 sur Hallmark Channel.

## Fiche technique
- Titre original : Bound by a Secret
- Réalisation : David S. Cass Sr. (en)
- Scénario : Darrell V. Orme Mann
- Photographie : James W. Wrenn
- Musique : Kyle Newmaster
- Pays : États-Unis
- Durée : 90 minutes

## Distribution
- Meredith Baxter (VF : Blanche Ravalec) : Ida Mae
- Lesley Ann Warren : Jane Tetley
- Bridget White (VF : Anne Massoteau) : Kate
- Holt McCallany : Jimmy
- Timothy Bottoms : Will Hutchinson
- Marcia Ann Burrs : Germaine
- Skoti Collins : le père
- Michelle L. Gardner : le professeur d'art
- Ellery Sprayberry : Lila
- Jonathan Terry : Dr Mc Manus